# وندرگوس
وندرگوس (به فرانسوی: Vendargues) یک کمون در فرانسه است که در Canton of Castries واقع شده‌است.

## خصوصیات
وندرگوس ۸٫۹۸ کیلومترمربع مساحت و ۵٬۴۹۱ نفر جمعیت دارد.